# Staurastrum botrophilum
Staurastrum botrophilum  là một loài Song tinh tảo trong họ Desmidiaceae, thuộc chi Staurastrum.